# Вангели, Спиридон Степанович
Спиридо́н Степа́нович Ванге́ли (рум. Spiridon Vangheli; 14 июня 1932, Гринауцы, Бельцкий уезд, Бессарабия — 21 июня 2024, Кишинёв, Молдавия) — советский и молдавский детский писатель и переводчик.

## Биография
Спиридон Вангели родился 14 июня 1932 года в селе Гринауцы Бельцкого уезда Бессарабии (ныне Рышканский район Молдавии) в крестьянской семье. Когда ему исполнилось 12 лет, умерла мама.
В 1952 году окончил филологический факультет Кишинёвского государственного педагогического института им. Иона Крянгэ.
После окончания института служил в Советской армии, затем работал учителем в сельской школе.
Годы работы в школе совпали с первыми литературными опытами. Произведения молодого писателя часто и охотно печатали в периодических изданиях.
В 1955 году рассказы Вангели вошли в состав сборника «Молодые голоса».
Первая книга — «В стране бабочек» — увидела свет в 1962 году.
В 1966 году была напечатана сказка «Приключения Гугуцэ», которая принесла писателю заслуженную славу. В 1970 году она была отмечена Второй Всесоюзной премией по детской литературе.
С молдавского языка на русский произведения Вангели переводили Яков Аким, Валентин Берестов, Юрий Коваль, Валерий Медведев.
Позже книги Вангели были изданы на немецком, английском, японском, болгарском, армянском языках.
Спиридон Вангели перевёл на молдавский язык произведения С. Маршака, Б. Заходера, В. Берестова, А. Линдгрен, Ю. Тувима, Н. Гильена.
15 июня 2007 года в Национальной детской библиотеке им. Иона Крянгэ министр просвещения и молодёжи Виктор Цвиркун поздравил Спиридона Вангели с 75-летием и вручил почётную грамоту.
Умер 21 июня 2024 года в возрасте 92 лет.

## Сборники произведений
- Голубой шалаш. Миниатюры, сказки, баллады. Перевод с молдавского.
- Кукарека Иванович. Рассказы. Перевод с молдавского Валерий Медведев.
- Приключения Гугуцэ. Рассказы. Перевод с молдавского Валентин Берестов. — Москва: Детская литература, 1972 г. — 96 стр.
- Чубо из села Туртурика. Повесть-сказка. Перевод с молдавского Юрий Коваль.
- Гугуцэ — капитан корабля. — Кишинёв: Литература артистикэ, 1980 г. — 144 стр.
- Гугуцэ и его друзья. — Кишинёв: Литература артистикэ, 1987 г. — 264 стр.
- Шапка Гугуцэ. Перевод с молдавского Валентин Берестов. — Москва: Детская литература, 1987 г. — 16 стр.
- Панталония — страна чудаков: Притчи. / Пересказал с румынского Ю. Коваль. — Кишинев: Hyperion 1990—173 стр.
- Гугуцэ и его друзья. Рассказы, миниатюры, сказки, баллады. / Пер. с молдавского В. Берестов, Ю. Коваль, В. Медведев и др. — Кишинев: Hyperion, 1991 г. — 367 с.
- Гугуцэ — капитан корабля. — Москва: издательство «Дрофа», 2002 г. — 160 стр. ISBN 5-7107-5214-2; 2002 г.
- Copii în cătuşele Siberiei. — Chișinău: Oltiţa, 2001. — 40 p.

## Награды
- Орден Республики (1996)
- Медаль «Михай Эминеску» (14 июня 2012)[4]
- Командор ордена «За верную службу» (1 декабря 2000, Румыния)[5][6].
- Государственная премия Молдавской ССР
- Государственная премия СССР (1988) за книгу «Гугуцэ и его друзья»
- Национальная премия Республики Молдова (21 августа 2013, Правительство Молдавии)[7].
- Почётный гражданин Кишинёва (17 сентября 2012)[8]
- Почётный диплом Международного совета по детской литературе